# Ому ље фаће
„Ому ље фаће“ је музички албум Слободана Домаћиновића и Бранке Букацић из 1990-их. Албум је идала дискографска кућа Видео мелос из Оштреља код Бора, под ознаком КВМ 0157. Дио пјесама на албуму отпјевао је Слободан Домаћиновић, а дио пјесама је отпјевала Бранка Букацић. На албуму се налази и једна дуетска пјесма, као и два кола. Албум има 12 нумера:
1. К’нд аш фи нума а луи (Kănd aš fi numă a lui – Кад бих била само његова)
2. Ому ље фаће (Omu lje faće – Човјече, ради)
3. Стринатаћа (Strinătaća – Туђина)
4. Жоке тата карцаљи (Žoke tata karcălji – Играј, тата)
5. Доруље (Dorulje – Жељо моја)
6. Влашки полет
7. Дај домне самор (Dăj domne sămor – Дај, Боже, да умрем)
8. Ћо фи лумја ра (Ćo fi lumja ra – Такав је свијет)
9. Флорићика (Florićika – Цвјетићу), дуетска пјесма
10. Шћије лумја (Šćije lumja – Мали је свијет)
11. Сант ка ор ће ом (Sănt ka or će om – Ја сам као и сваки други човјек)
12. Буковчански шмек